# Pseudoplesiops typus
Pseudoplesiops typus är en fiskart som beskrevs av Bleeker, 1858. Pseudoplesiops typus ingår i släktet Pseudoplesiops och familjen Pseudochromidae. Inga underarter finns listade i Catalogue of Life.